# Верх-Уні
Верх-Уні́ (рос. Верх-Уни) — село у складі Юкаменського району Удмуртії, Росія.
Населення — 314 осіб (2010; 377 в 2002).
Національний склад (2002):
- удмурти — 98 %

В 1960-их роках існувало 2 населених пункти Верхні Уні (було центром сільської ради) та Чуриха. Потім вони були об'єднані.
У селі діють середня школа та садочок, працює ТОВ «Верх-Уні» (має 2 674 га).